# Régis Jalliffier
Régis Jalliffier (Grenoble, 13 février 1846 - Paris, 5 juin 1912) est un enseignant et historien français.

## Biographie
Régis Jalliffier intègre l'École normale supérieure de Paris en 1866 et obtient une agrégation d'histoire en 1869. Il enseigne au lycée Blaise Pascal de Clermont-Ferrand puis au lycée Condorcet. En 1908, il est nommé Inspecteur général de l'Instruction publique. Il est l'auteur de manuel scolaires, d'études historiques et publie des articles dans le Journal des Débats. Il est inhumé au cimetière du Père-Lachaise (93e division) le 7 juin 1912.
À Condorcet, il est professeur d'histoire de Marcel Proust en 1886 lorsque ce dernier redouble sa seconde. Marcel Proust l'apprécie beaucoup et réciproquement, Jalliffier lui donne même des cours particuliers pour rattraper ses fréquentes absences dues à la santé fragile de cet élève. Régis Jalliffier servira de modèle à l'écrivain qui le dépeint dans le personnage de Jaconnier dans Jean Santeuil.

## Publications
- nombreux manuels scolaires[4]
- L'Auvergne, histoire, monuments, éditions Delagrave, 1876.